# Masquerade – Ein teuflischer Coup
Masquerade – Ein teuflischer Coup (im Original Mascarade) ist ein französischer Spielfilm von Nicolas Bedos aus dem Jahr 2022.
Die Krimikomödie wurde beim Filmfestival von Cannes im Mai 2022 uraufgeführt.

## Handlung
Der attraktive Adrien arbeitete als Tänzer, bis seine Karriere durch einen Motorradunfall zum Erliegen kam. Seither vergeudet er seine Jugend mit Müßiggang an der Côte d’Azur, wobei er durch die kapriziöse ältere Filmschauspielerin Martha unterstützt wird, bei der er als bezahlter Liebhaber lebt und vortäuscht, ein Buch zu schreiben, während sie ihn andauernd demütigt. Eines Tages verändert die Begegnung mit Margot sein Leben. Die attraktive junge Frau, die eine durch Samenraub gezeugte Tochter hat, finanziert sich ihren Lebensunterhalt durch Betrügereien und amouröse Manipulationen. Sowohl Adrien als auch Margot träumen von einem besseren Leben. Daraufhin hecken sie gemeinsam einen Plan aus, dem zufolge  Margot den Immobilienmakler Simon Laurenti unter dem Vorwand, eine Wohnung kaufen zu wollen, verführt und anschließend eine Schwangerschaft mit ihm vortäuscht. Der Plan scheitert, als Margot tatsächlich schwanger wird, allerdings nicht von Simon, sondern von Adrien. Gleichzeitig trennt sich Martha von Adrien, als sie erkennt, dass Adriens Buch von der beiderseitigen Beziehung handelt. Nachdem Adrien und Margot eine Nacht in einem Hotel an der Croisette verbrachten haben, wird Margot offensichtlich von Simon am Eingang des Hotelzimmers angeschossen. Sie beginnt mit Giulia ein neues Leben in Italien. Das Gerichtsverfahren gegen Simon ist die Rahmenhandlung des Films.

## Veröffentlichung
Die Premiere von Masquerade – Ein teuflischer Coup erfolgte am 27. Mai 2022 außer Konkurrenz beim 75. Filmfestival von Cannes. Ein regulärer Kinostart in Frankreich fand am 1. November 2022 im Verleih von Pathé statt. In Deutschland soll der Film am 29. Februar 2024 im Verleih von Plaion Pictures auf DVD und als Blu-ray erscheinen.